# Distretto di Ėrdėnėdalaj
Il distretto di  Ėrdėnėdalaj è uno dei quindici distretti (sum) in cui è suddivisa la provincia del Dundgov', in Mongolia. Conta una popolazione di 6.677 abitanti (censimento 2007).